# Paul Jacquier (général)
Cet article concerne l'aviateur et Compagnon de la Libération français. Pour l'homme politique, voir Paul Jacquier.
Paul Jacquier (Orange, 14 juin 1910 - Paris, 5 janvier 1995) est un militaire français, Compagnon de la Libération par décret du 23 juin 1941. Engagé dans l'armée dès 1928, il est déjà un officier d'expérience lorsque survient la Seconde Guerre mondiale. Combattant dans la Royal Air Force et les forces aériennes françaises libres au Moyen-Orient et en Afrique du Nord, il est fait prisonnier après que son avion a été abattu. Libéré à la fin de la guerre, il poursuit sa carrière dans l'armée et exerce diverses fonctions de commandement et de représentation au sein d'état-major avant de devenir directeur du Service de documentation extérieure et de contre-espionnage. Après sa retraite des services actifs, il travaille dans le domaine minier avant de s'éteindre en 1995.

## Biographie

### Avant-guerre
Fils d'un officier de l'armée de terre, Paul Jacquier voit le jour à Orange dans le Vaucluse le 14 juin 1910. Destiné à une carrière militaire, il suit les cours du Prytanée national militaire de La Flèche puis s'engage dans l'artillerie en 1928. Il est formé aux écoles d'artillerie de Poitiers et de Fontainebleau jusqu'en 1934. En 1936, après être passé dans l'aviation, il obtient des brevets d'observateur, de navigateur et de pilote. Promu lieutenant, il est observateur aérien en Algérie en 1938. Lorsque la Seconde Guerre mondiale éclate, il est capitaine en poste en Syrie.

### Seconde Guerre mondiale
Refusant l'autorité de Vichy, il rejoint le 27 juin 1940 la base de la Royal Air Force d'Ismaïlia en Égypte. Il se trouve alors être l'homme le plus ancien dans le grade le plus élevé parmi les Français ayant également rejoint Ismaïlia. À ce titre, il négocie avec le chef de la base, l'Air marshal Arthur Longmore, pour que lui et ses hommes soient engagés dans la Royal Air Force avec la reconnaissance de leur statut de représentant français. À la suite de cet accord entre Paul Jacquier et Arthur Longmore sont créées le 8 juillet 1940 l'Escadrille Française Libre de Grande Reconnaissance no 1 (French Bomber Flight no 1), l'Escadrille Française Libre de Chasse no 2 (Free French Flight no 2)  dont Jacquier prend le commandement et l'Escadrille Française Libre de Liaison no 3 (Free French Flight no 3). En août, Jacquier et son unité son intégrés au no 274 Squadron et participent à la défense du port d'Alexandrie et la protection de la flotte anglaise pendant le bombardement de Bardia. Puis il est déplacé en Palestine où il participe à la défense d'Haïfa. Le 30 septembre, il est blessé lors d'une mission et passe un mois à l'hôpital avant de reprendre les missions au Moyen-Orient. En mars 1941, à la suite de l'inspection du général de Gaulle, le personnel français est libéré de son engagement dans la Royal Air Force et incorporé dans le commandement des forces aériennes françaises libres. Paul Jacquier participe aux combats à la frontière égypto-libyenne, puis aux opérations de la bataille de Crète lors desquelles, le 26 mai 1941, il est abattu par la Flak. Retenu prisonnier par les Allemands, il n'est libéré que le 9 mars 1945 et est promu commandant.

### Après-guerre
De 1947 à 1948, avec le grade de lieutenant-colonel, il commande un groupe de transport aérien à Alger puis est commandant en second de la 61e escadre de transport. Breveté de l'École supérieure de guerre, il est promu colonel en 1951 et affecté à l'état-major de la 5e région aérienne. Puis il part pour Norfolk, aux États-Unis, pour suivre des cours à l'Armed Force Staff College (en). De retour en Algérie en 1952, il est chef du commandement de l'air en Algérie, puis retourne en France où il sert dans le cabinet du maréchal Juin jusqu'en 1955. Il regagne l'Afrique entre 1955 et 1957 pour prendre le commandement de la Base école 707 Marrakech. Nommé général de brigade à l'issue, il devient chef du commandement de l'air en Tunisie. En 1958, passé général de division , il est adjoint au ministre du Sahara et travaille au sein de l'Organisation commune des régions sahariennes. Dans le même temps, il est commandant interarmées du Sahara. Il revient en Europe en 1961 pour prendre les fonctions de sous-chef d'état-major au sein du Grand Quartier général des puissances alliées en Europe.
Promu général de corps aérien, il devient en 1962 le directeur du SDECE jusqu'en 1964. Atteint par la limite d'âge, il se retire du service actif en 1966, totalisant plus de 5 000 heures de vol. 
Après avoir été rédacteur en chef d'une revue technique de 1967 à 1970, il est directeur délégué d'une société minière en Nouvelle-Calédonie jusqu'en 1973, année où il prend définitivement sa retraite. Paul Jacquier meurt le 5 janvier 1995 à Paris.

## Décorations
|  |  |  |  |  |  |
|  |  |  |  |  |  |
|  |  |  |  |  |  |
|  |  |  |  |  |  |
|  |  |  |  |  |  |
|  |  |  |  |  |  |

| Grand Officier de la Légion d'honneur                                | Grand Officier de la Légion d'honneur                                | Compagnon de la Libération                                                                                               | Compagnon de la Libération                                                                                               | Croix de Guerre 1939-1945 Avec trois palmes             | Croix de Guerre 1939-1945 Avec trois palmes             |
| Croix de la Valeur militaire Avec deux palmes                        | Croix de la Valeur militaire Avec deux palmes                        | Médaille de la Résistance française                                                                                      | Médaille de la Résistance française                                                                                      | Croix du combattant volontaire                          | Croix du combattant volontaire                          |
| Croix du combattant                                                  | Croix du combattant                                                  | Médaille coloniale Avec agrafe "Libye"                                                                                   | Médaille coloniale Avec agrafe "Libye"                                                                                   | Médaille commémorative française de la guerre 1939-1945 | Médaille commémorative française de la guerre 1939-1945 |
| Médaille commémorative des services volontaires dans la France libre | Médaille commémorative des services volontaires dans la France libre | Médaille commémorative des opérations de sécurité et de maintien de l'ordre Avec agrafes "Maroc", "Tunisie" et "Algérie" | Médaille commémorative des opérations de sécurité et de maintien de l'ordre Avec agrafes "Maroc", "Tunisie" et "Algérie" | Commandeur de l'Ordre du Mérite saharien                | Commandeur de l'Ordre du Mérite saharien                |
| Commandeur de l'Ordre du Dragon d'Annam                              | Commandeur de l'Ordre du Dragon d'Annam                              | Africa Star (Royaume-Uni)                                                                                                | Africa Star (Royaume-Uni)                                                                                                | Officier de l'Ordre de Georges 1er (Grèce)              | Officier de l'Ordre de Georges 1er (Grèce)              |
| Grand Officier de l'Ordre National (Côte d'Ivoire)                   | Grand Officier de l'Ordre National (Côte d'Ivoire)                   | Grand Officier de l'Ordre National (Côte d'Ivoire)                                                                       | Commandeur de l'Ordre National du Lion (Sénégal)                                                                         | Commandeur de l'Ordre National du Lion (Sénégal)        | Commandeur de l'Ordre National du Lion (Sénégal)        |